# ルノー・クリオ

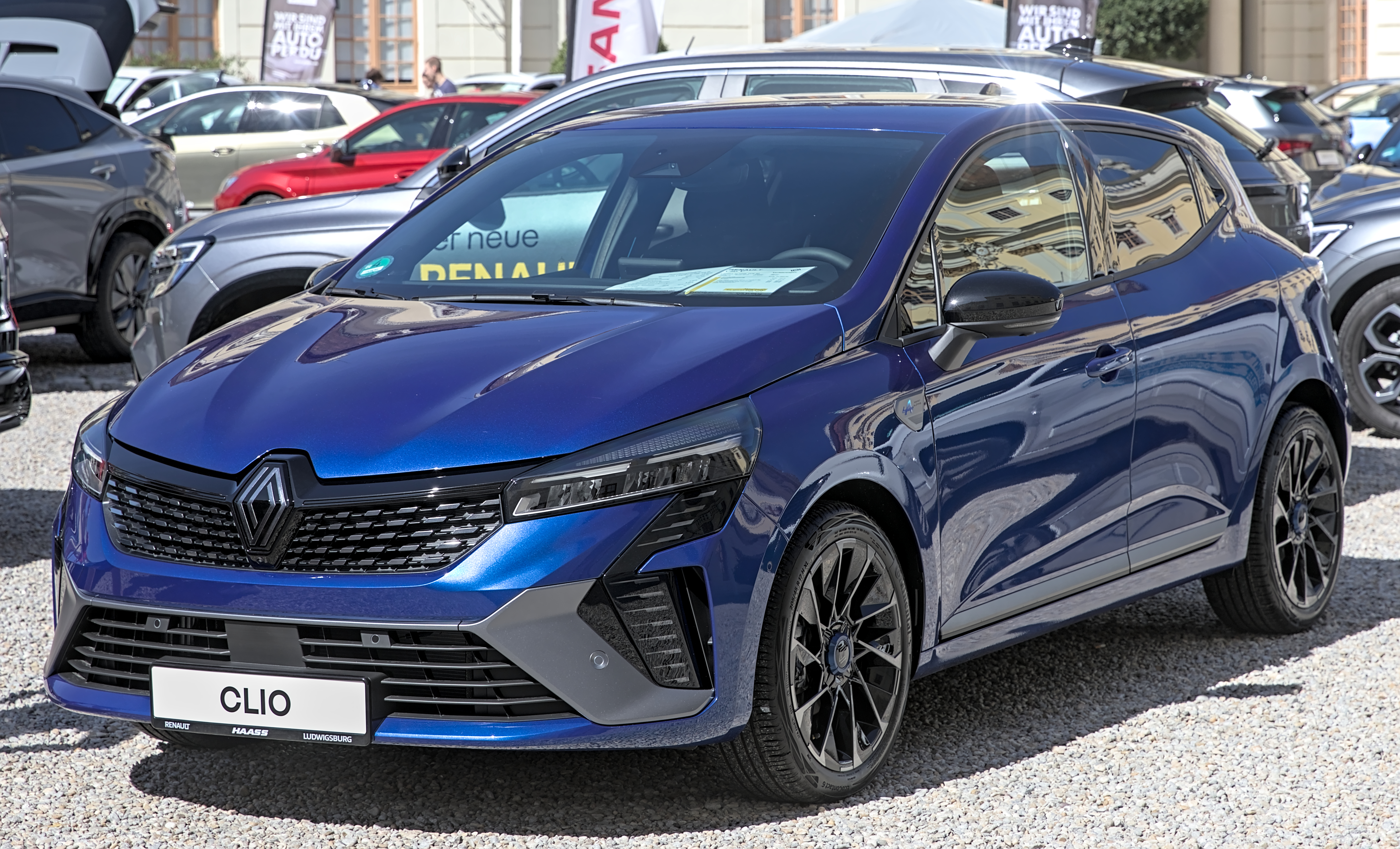
クリオ (現行)

クリオ（CLIO）は、フランスの自動車メーカー、ルノーが製造・販売している小型の乗用車（コンパクトカー）である。日本ではルーテシア（LUTECIA）を名乗る。

## 初代（1990年 - 2001年）
1990年のモンディアル・ド・ロトモビル（パリサロン）でシュペール5の後継車としてデビューし、同年秋に欧州で発売された。1991年度には欧州で最も権威のある自動車賞であるヨーロッパ・カー・オブ・ザ・イヤーを受賞している。登場以来ヨーロッパ各国で好調な売り上げを記録し、本国フランスでは1991年から1997年まで売り上げトップを維持したまま2代目へバトンタッチしている。
ボディは5ドアハッチバックが最初に発表された後に3ドアハッチバックも追加された。後席とクォーターウインドウを廃したバンもラインナップされているが、ホイールベースを拡大して大きな箱を背負ったフルゴネット（小型貨物の意）は、シュペール5ベースのエクスプレス（Express）を継続生産する方針となったため、設定されなかった。
エンジンは当初、1.1L(C1E)/1.2L(C3G)/1.4L(E7J)/1.7L(F2,F3)のガソリンと1.9Lのディーゼルエンジン、LPガス・ガソリン切り替え式バイフューエル車がキャブレターまたは燃料噴射と組み合わせて設定された。
グレードは下記を基本に、各種特別仕様とスポーツグレードが設定された。「バカラ」は先代シュペール5に続き、本革の内装とコートを収納するケースを備え、専用デザインのアルミホイールを標準装備とした高級グレードである。
- RL (Low: エントリーグレード)
- RN (Normale :中間グレード)
- RT (Top: トップグレード)
- RC (Commerciale: 商業グレード)
- バカラ (高級グレード)

| RL           | Chipie | Be Bop   | Super Chipie  |       |      |          |
| RN           | Oasis  | Fidji    | Night and day | NRJ   | Aïda | Club Med |
| RT           | Elle   | Shanghaï | Olympique     | Alizé | MTV  |          |
| バカラ       |        |          |               |       |      |          |
| 16S          |        |          |               |       |      |          |
| ウィリアムズ |        |          |               |       |      |          |

日本には1991年から、1.4LのRN、RT、バカラ、16Vの4グレードが、当時の輸入元であったジヤクス（JAX）の手によって「ルーテシア」の車名で導入された。すべて左ハンドル車で、ボディタイプは3ドアと5ドア、トランスミッションは5速MTまたはATが設定された。その後、フロントのルノーバッジがリブ付きのタイプから、スムーズな新デザインのタイプに変更される。
1994年6月にマイナーチェンジされフェイズ（Phase）2へ移行する。主な外装の変更点は新デザインのフロントグリル、サイドモールディング、リアガーニッシュ、テールランプなどで、内装ではシートなどが変更された。日本ではジヤクスがルノーの輸入から撤退したため、一時期輸入がストップしていたものの、ヤナセグループが設立したフランス・モーターズによって、フェイズ2のRN 1.4L(4AT)、RT 1.8L(4AT)、16V(5MT)の左ハンドル仕様が導入された。
1996年に再びマイナーチェンジが実施されフェイズ3となり、ヘッドランプが丸みを帯びたウィンカーレンズ一体型になったほか、フロントグリル、ボンネットの形状も変更された。フォグランプは従来の角型から、R19やラグナと共通の丸みを帯びたタイプに変更。リアハッチにはハイマウントストップランプが内蔵された。エンジンやミッションも一部変更を受け、日本へは当初RN 1.4Lの3速ATのみが3ドアと5ドアで導入された。

### バリエーション
- クリオ・ウィリアムズ

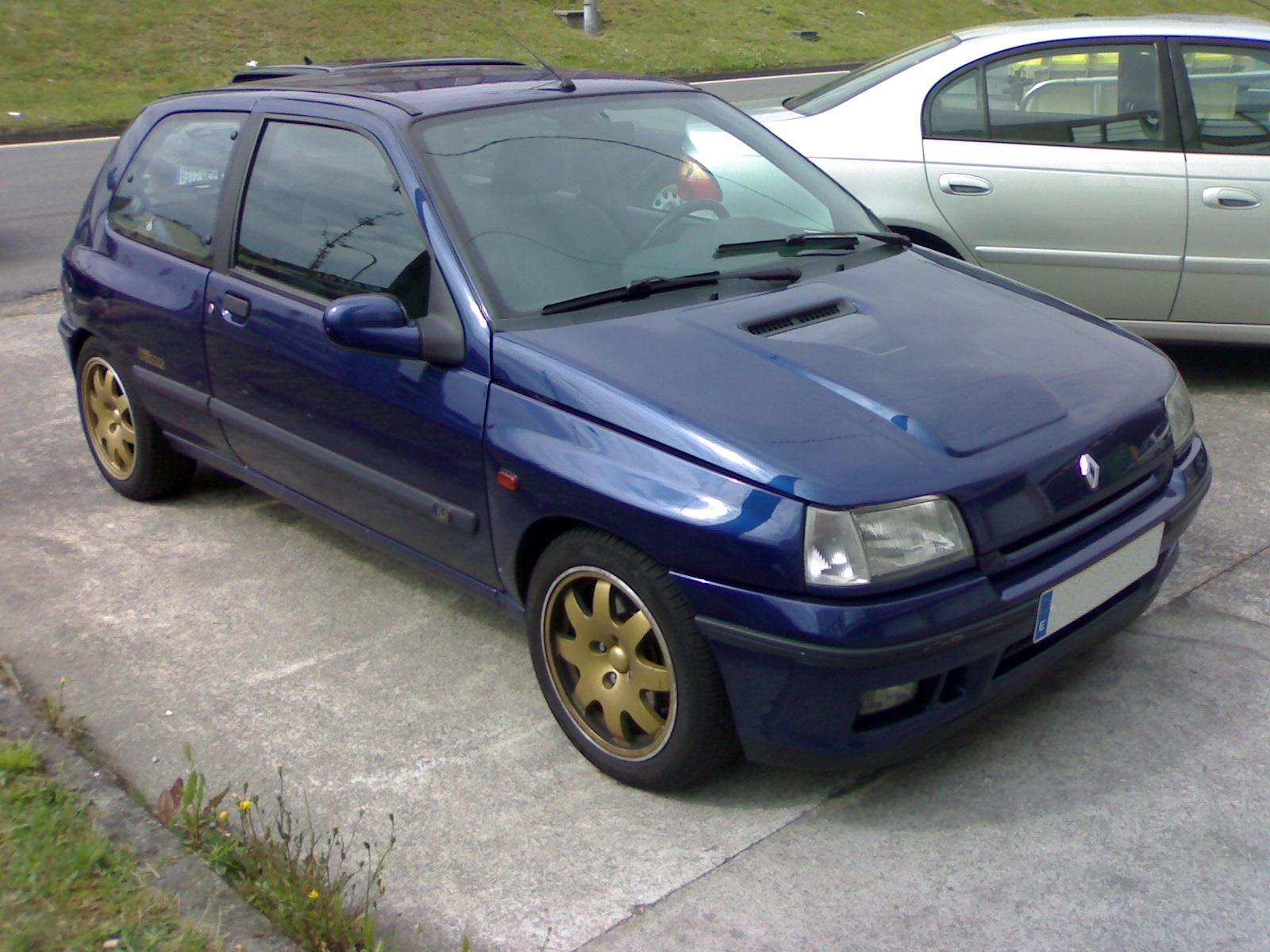
ウィリアムズ

1993年、16Sをベースに、ラリーのホモロゲーション獲得のための限定モデル、クリオ・ウィリアムズを発売した。当初の予定台数であった3,800台はすぐに完売したため増産され、総生産台数は5,417台に達した。
最初のシリーズの生産終了後、ルノーは多くのユーザーの要望に応え、ウィリアムズ2とウィリアムズ3の特別仕様車を発表した。最終的にクリオ・ウィリアムズは1万2,100台が生産された。
「ウィリアムズ」という車名は、当時のフォーミュラ1においてルノーと提携関係にあったウィリアムズF1チームから名付けられたものだが、ウィリアムズはデザインやエンジンには何ら関与しておらず、開発はルノー社のモータースポーツ部門であるルノー・スポールが行った。
ベースとなった16Sからの変更点は、外装ではスピードライン製のゴールドのスポーク型ホイール（タイヤサイズに変更はない）と、ハッチゲートと左右のリアフェンダーに貼られた「Williams」のステッカーに留まるが、足回りはルノー・19（R19）のものに変更されてトレッドの拡大化が図られている。また、内装においてもフロアカーペット、シートベルト、メーター類、シフトノブが専用色である青に変更され、シートもR19のものに変えられている。
ウィリアムズに搭載される直列4気筒2.0リットル16V（F7R）エンジンは、直列4気筒1.8リットル16V（F7P）エンジンをベースに、バルブサイズ、カムプロフィール、クランクストローク、オイルクーラーと多岐にわたって変更が行われている。最高出力は150PSを発生し、最高速は215km/hに達する。
ウィリアムズの3つのバージョンの違いの多くは安全機能の補強や外観の変更など、クリオ自体のフェイズ更新によるものである。それ以外の差異としては、ウィリアムズ1および2にはサンルーフの設定がなく、最終型のウィリアムズ3になってサンルーフが採用された。塗装にも違いがあり、ウィリアムズ1および2は449（ブルースポーツ）で塗られているのに対して、ウィリアムズ3はわずかに明るい432（メチルブルー）で塗られている。
日本では当時のインポーターであるフランス・モーターズによって10台が試験導入されたが正規輸入には至らず、並行輸入で上陸した個体が存在するのみである。

### エンジン・バリエーション
| モデル            | エンジン 型式 | 総排気量 | バルブ配置 | 燃料供給方式                      | 最高出力                            | 最大トルク                      | 生産年    |
| ----------------- | ------------- | -------- | ---------- | --------------------------------- | ----------------------------------- | ------------------------------- | --------- |
| ガソリン          |               |          |            |                                   |                                     |                                 |           |
| 1.2               | E5F           | 1171 cc  | SOHC 8v    | キャブレター                      | 54 PS (40 kW; 53 hp) at 6000 rpm    | 83 N⋅m (61 lb⋅ft) at 3500 rpm   | 1990–1993 |
| 1.2               | E7F           | 1171 cc  | SOHC 8v    | シングルポイント インジェクション | 54 PS (40 kW; 53 hp) at 6000 rpm    | 83 N⋅m (61 lb⋅ft) at 3500 rpm   | 1990–1997 |
| 1.2               | C3G           | 1171 cc  | SOHC 8v    | シングルポイント インジェクション | 54 PS (40 kW; 53 hp) at 6000 rpm    | 83 N⋅m (61 lb⋅ft) at 3500 rpm   | 1995–1996 |
| 1.2               | D7F           | 1149 cc  | SOHC 8v    | マルチポイント インジェクション   | 54 PS (40 kW; 53 hp) at 5250 rpm    | 93 N⋅m (69 lb⋅ft) at 2500 rpm   | 1996–1998 |
| 1.2               | D7F           | 1149 cc  | SOHC 8v    | マルチポイント インジェクション   | 58 PS (43 kW; 57 hp) at 5250 rpm    | 93 N⋅m (69 lb⋅ft) at 2400 rpm   | 1997–1998 |
| 1.4               | E7J           | 1390 cc  | SOHC 8v    | シングルポイント インジェクション | 75 PS (55 kW; 74 hp) at 5750 rpm    | 107 N⋅m (79 lb⋅ft) at 3500 rpm  | 1990–1998 |
| 1.4               | E7J           | 1390 cc  | SOHC 8v    | シングルポイント インジェクション | 79 PS (58 kW; 78 hp) at 5750 rpm    | 107 N⋅m (79 lb⋅ft) at 3500 rpm  | 1996–1998 |
| 1.7               | F3N           | 1721 cc  | SOHC 8v    | シングルポイント インジェクション | 90 PS (66 kW; 89 hp) at 5750 rpm    | ?                               | 1990–1991 |
| 1.8               | F3P           | 1794 cc  | SOHC 8v    | シングルポイント インジェクション | 88 PS (65 kW; 87 hp) at 5750 rpm    | 142 N⋅m (105 lb⋅ft) at 2750 rpm | 1990–1996 |
| 1.8               | F3P           | 1783 cc  | SOHC 8v    | シングルポイント インジェクション | 90 PS (66 kW; 89 hp) at 5750 rpm    | 144 N⋅m (106 lb⋅ft) at 2750 rpm | 1996–1998 |
| 1.8 RSi           | F3P           | 1794 cc  | SOHC 8v    | マルチポイント インジェクション   | 109 PS (80 kW; 108 hp) at 5500 rpm  | 155 N⋅m (114 lb⋅ft) at 4250 rpm | 1993–1995 |
| 1.8 RSi           | F3P           | 1783 cc  | SOHC 8v    | マルチポイント インジェクション   | 107 PS (79 kW; 106 hp) at 5500 rpm  | 150 N⋅m (110 lb⋅ft) at 2750 rpm | 1995–1998 |
| 16S / 16V         | F7P           | 1764 cc  | DOHC 16v   | マルチポイント インジェクション   | 135 PS (99 kW; 133 hp) at 6500 rpm  | 158 N⋅m (117 lb⋅ft) at 4250 rpm | 1991–1995 |
| 2.0 Clio Williams | F7R           | 1998 cc  | DOHC 16v   | マルチポイント インジェクション   | 147 PS (108 kW; 145 hp) at 6100 rpm | 175 N⋅m (129 lb⋅ft) at 4500 rpm | 1994–1998 |
| ディーゼル        |               |          |            |                                   |                                     |                                 |           |
| 1.9 d             | F8Q           | 1870 cc  | SOHC 8v    |                                   | 64 PS (47 kW; 63 hp) at 4500 rpm    | 118 N⋅m (87 lb⋅ft) at 2250 rpm  | 1991–1998 |

## 2代目（1998年 - 2007年）
1998年3月からヨーロッパで発売され、同年11月より、「ルーテシア」の車名で日本に導入された。なお、ワイパーの停止位置は左ハンドル仕様も右ハンドル仕様も同じ向きだが、右ハンドル仕様の運転席側アームは専用設計のダブルリンク式を採用している。
1999年1月に1.6L 16V (K4M)エンジンが追加。同年9月にこのエンジンを搭載したモデルが「16V」として専用ツインヘッドランプを与えられ、3ドア・5MTのみで日本に導入される。
1999年7月に1.4L 16V (K4J)エンジンが追加。
1999年11月に16Vと同じツインヘッドランプに加え本革シート、革巻きステアリング・ホイール、スーツケース、木目調パネル、専用アルミホイール、アルミ製ボンネットなどを標準装備した以前の「バカラ」の後継にあたる高級仕様「エクスプレッション」が追加導入された。
1999年12月に2.0L 16V (F4)エンジンを搭載し、エンジンや足回り、内外装などをルノー・スポールで独自にチューンしたモデル2.0 Renault Sport（ルノー・スポール）（RS）が追加される。このモデルは1年後の2000年12月に左ハンドルのみの展開で、日本正規導入を果たす。2000年1月には1.9L ディーゼルにターボを装着した「1.9 dTi」が追加されている。
2001年2月に1.2L 16V (D4F)エンジンを追加。同年4月1日から日本市場にも1.4L (K4J) RXTが導入される。
2001年6月に内外装に大掛かりなマイナーチェンジが実施されフェイズ2に移行。外装では丸みを帯びていたヘッドランプが三角形状となり、フロントグリル周辺の意匠も大きく変更された。テールランプも形状こそ同じものの内部点灯部の配置やレンズ意匠が変更されており、見た目の印象が違っている。リアハッチの開閉ボタン部も変更され、従来より大きい物に変更された上、新たにルノーのバッジが付けられた。それに伴いフランス国内向けなどは、左下に装着されていたRENAULTのロゴが省かれている。内装ではダッシュボード、メーター周りの意匠を大きく変更、さらにステアリングホイール、リアヘッドレスト形状なども変更を受けた。日本では2002年3月にまず「RS」からフェイズ2が導入され、追って翌月に「1.4 RXT」もフェイズ2に変更された。
2004年に再度小変更が実施され、フェイズ3となった。外装の変更点はヘッドランプ・ベゼルがブラックからシルバーに変更、フロントグリルのスリットの形状を変更（除くスポール）、一部モデルにおいてフロントバンパー形状も小変更（フォグランプが外側に張り出しているタイプを採用）、ボディ同色リアルーフスポイラーの採用、装着ホイールの変更。内装ではトリム類の変更とメーターパネル内の燃料計と水温計がアナログ式からデジタル式に変更された。
2005年9月に後継車クリオ3が登場した後も、バリエーションを縮小した上で生産を継続。さらに新デザインのフロントバンパーやリアハッチ（ナンバープレートがリアバンパー移動）を与えられたClio Campus（クリオ・キャンパス）（フェイズ4）も投入。
2007年以降もクリオ・キャンパスのみに絞り生産を継続。2009年6月さらにマイナーチェンジが実施され、フロントバンパー、フロントグリル、ヘッドランプなどを新意匠としフェイズ5となる。2012年の半ば頃にClio Campus BYEBYE（クリオ・キャンパス・バイバイ）が登場し、同年いっぱいで誕生から実に約15年、欧州市場での販売を終えた。しかしアルゼンチン市場では2012年10月にフロントマスクなどに最新のルノーデザインを纏った大幅なマイナーチェンジ版であるClio Mío（クリオ・ミオ）が登場。メーターパネルはフェイズ3に似たものだが、ダッシュボードはフェイズ1と共通形状のものを採用するなど部品の折衷が見られる。

### バリエーション
- クリオ・ルノー・スポール 2.0

ノルマンディ地方ディエップにあるルノー・スポールの専用工場で、1日あたり33台が生産されるスペシャルモデル。2.0LDOHCエンジンを搭載し、メカクローム社によって加工されるシリンダーヘッドの吸気ポート、ノモニック製バルブ、足回りにも大型化されたディスクブレーキ、OZ製15インチアルミホイールが奢られるなど、レーシングカーのテクノロジーが注ぎ込まれている。ボディタイプは5速MTの3ドアハッチバックのみ。
本車の「PlayStation 2バージョン」が2004年にヨーロッパで限定発売された。シートに「PS2」のロゴが刺繍で入るほか、フロントサイド部分にもロゴが入る。なお、ルノー・クリオ・ルノー・スポールは、PlayStation 2のソフト「グランツーリスモ4」内でドライブ（プレイ）することが出来る。
- クリオ・ルノー・スポール V6

クリオの後席を取り外し、そこにV型6気筒エンジンを横置きで搭載したミッドシップ後輪駆動の2シーターモデル。その成り立ちはかつての5ターボと同様である。1998年のパリサロンでプロトタイプが発表され、2000年に販売を開始した。3.0LV型6気筒DOHCエンジン（L7X）をリアミッドシップ搭載し、最高出力233ps/6000rpm、最大トルク30.6kgfm/3750rpmを発生する。組み合わせられるトランスミッションは6速MTのみである。タイヤサイズも17インチに大径化されており、これを収めるためにFRP製のフレアフェンダーを装着している。
ショートホイールベースに加えて高重心であることから挙動は極めてピーキーであり、ドライビングにはある程度のスキルを要する。これは重量のあるパワートレインと拡げられたトレッドからの入力に車体の剛性が追いついていないためで、サーキットのような路面不整の少ない状況でも、ハードブレーキングのたびにロックするホイールが異なる場合がある。
ルノー伝統のワンメイクレース「クリオ・カップ」では、2000年前後に本車をベースとしたカップカーが用いられた。
2003年には後期型となるPhase2が登場した。ノーマルのクリオと同様のフェイスリフトが行われ、インテリアも新デザインのものに変更された。エンジンは排気量こそ不変だが、最高出力255ps/7150rpm、最大トルク30.6kgfm/4650rpmと発生回転数が向上した。タイヤサイズも18インチにアップし、足回りも見直され、前期型で指摘されていたピーキーな挙動もいくらか改善された。
2005年に販売終了となったが、本車が確立した「大排気量+MR」の体系はその後のメガーヌやR.S.01に引き継がれて行くこととなる。
生産は当初TWR（トム・ウォーキンショー・レーシング）が担当していたが、Phase2はルノー・スポールで製造された。

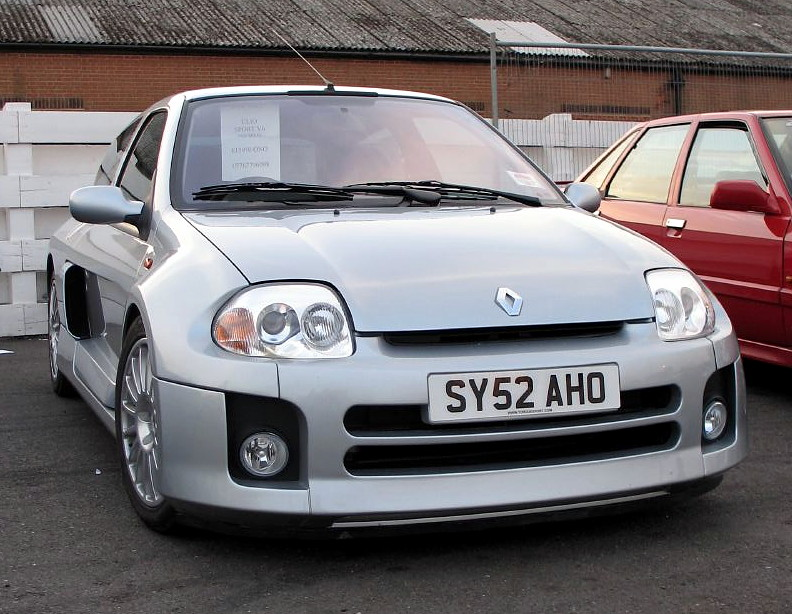
クリオ・ルノー・スポール V6
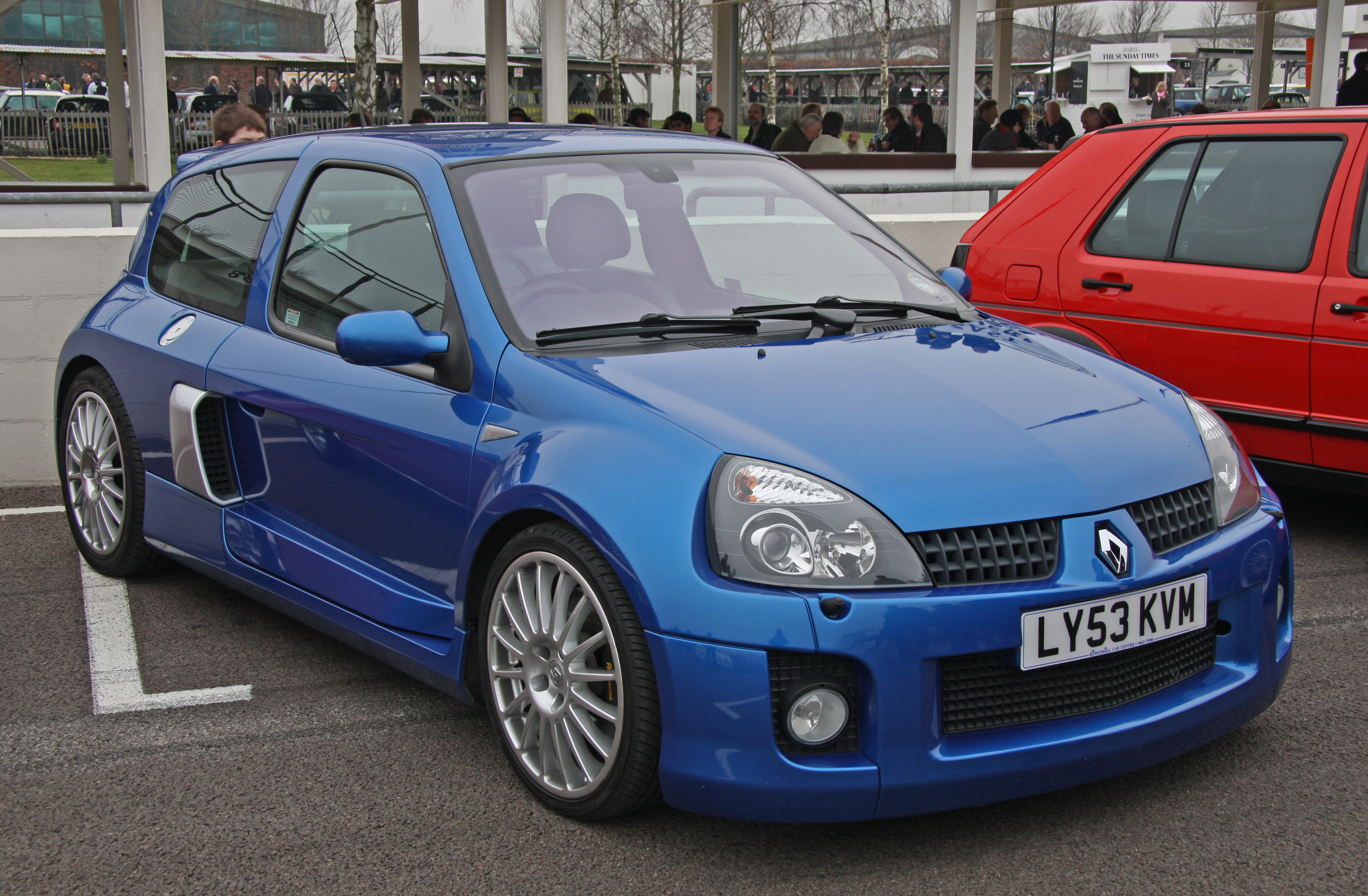
クリオ・ルノー・スポール V6 Phase2

- クリオシンボル

4ドアのノッチバックセダン仕様である。日本には導入されていない。地域によってクリオセダン、クリオクラシック、タリアなど異なる車名で販売された。また、ルノーと日産自動車のアライアンス関係の下、メキシコなどでは「日産・プラティーナ」という名称で販売された。
2008年に発表された2代目は車名からクリオが外れて単にシンボルとなった。ただし、同車はクリオIIIではなく引き続きクリオIIをベースとしている。

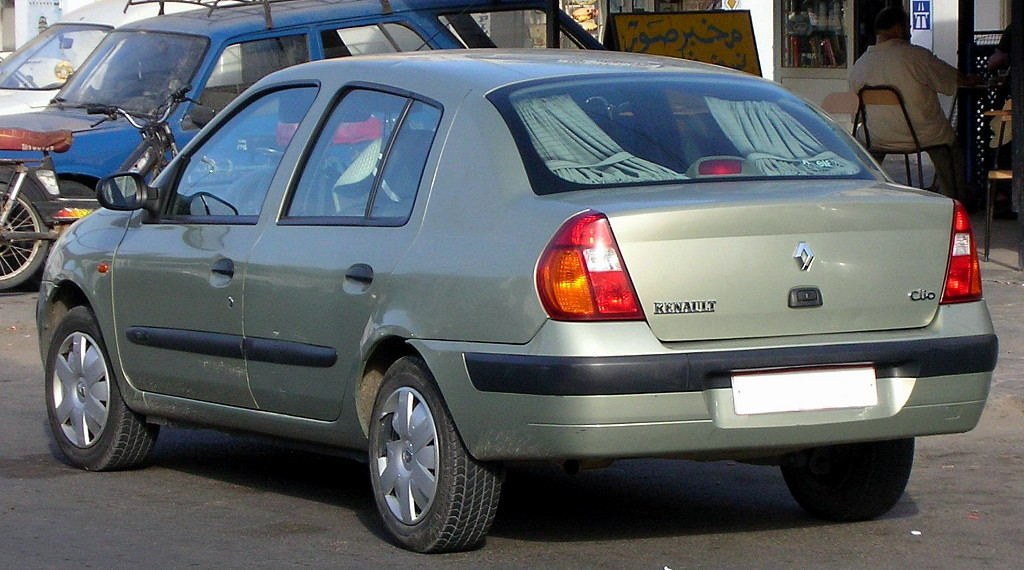
クリオセダン

### エンジン・バリエーション
| モデル                        | エンジン型式 | バルブ配置 | 総排気量 | 最大出力                            | 最大トルク                      | 適用(年)          |
| ----------------------------- | ------------ | ---------- | -------- | ----------------------------------- | ------------------------------- | ----------------- |
| ガソリン                      |              |            |          |                                     |                                 |                   |
| 1.0                           | D7D          | SOHC 8v    | 999 cc   | 58 PS (43 kW; 57 hp)                |                                 | ブラジル, 2000-07 |
| 1.0 16v (ガソリン/エタノール) | D4D          | SOHC 16v   | 999 cc   | 77 PS (57 kW; 76 hp)                |                                 | ブラジル, 2003–   |
| 1.2                           | D7F          | SOHC 8v    | 1149 cc  | 58 PS (43 kW; 57 hp) @ 5,250 rpm    | 93 N⋅m (69 lb⋅ft) @ 2,500 rpm   | 1998–2012         |
| 1.2 16v                       | D4F          | SOHC 16v   | 1149 cc  | 75 PS (55 kW; 74 hp) @ 5,500 rpm    | 105 N⋅m (77 lb⋅ft) @ 3,500 rpm  | 2001-2012         |
| 1.4                           | K7J          | SOHC 8v    | 1390 cc  | 75 PS (55 kW; 74 hp) @ 5,500 rpm    | 114 N⋅m (84 lb⋅ft) @ 4,250 rpm  | 1998–2001         |
| 1.4                           | K4J          | DOHC 16v   | 1390 cc  | 95 PS (70 kW; 94 hp) @ 6,000 rpm    | 127 N⋅m (94 lb⋅ft) @ 3,750 rpm  | 1999-2000         |
| 1.4                           | K4J 710      | DOHC 16v   | 1390 cc  | 98 PS (72 kW; 97 hp) @ 6,000 rpm    | 127 N⋅m (94 lb⋅ft) @ 3,750 rpm  | 2000-2005         |
| 1.6                           | K7M          | SOHC 8v    | 1598 cc  | 90 PS (66 kW; 89 hp) @ 5,250 rpm    | 131 N⋅m (97 lb⋅ft) @ 2,500 rpm  | 1998-2000         |
| 1.6                           | K4M 744      | DOHC 16v   | 1598 cc  | 107 PS (79 kW; 106 hp) @ 5,750 rpm  | 148 N⋅m (109 lb⋅ft) @ 3,750 rpm | 1999-2005         |
| 2.0 RS                        | F4R 736      | DOHC 16v   | 1998 cc  | 169 PS (124 kW; 167 hp) @ 6,250 rpm | 200 N⋅m (150 lb⋅ft) @ 5,400 rpm | 1999-2004         |
| 2.0 RS 182                    | F4R 738      | DOHC 16v   | 1998 cc  | 178 PS (131 kW; 176 hp) @ 6,250 rpm | 200 N⋅m (150 lb⋅ft) @ 5,250 rpm | 2004-2006         |
| 3.0 RS V6                     | L7X          | DOHC 24v   | 2946 cc  | 226 PS (166 kW; 223 hp) @ 6,000 rpm | 300 N⋅m (220 lb⋅ft) @ 3,750 rpm | 2000-2002         |
| 3.0 RS V6                     | L7X          | DOHC 24v   | 2946 cc  | 254 PS (187 kW; 251 hp) @ 7,150 rpm | 300 N⋅m (220 lb⋅ft) @ 4,650 rpm | 2003-2005         |
| ディーゼル                    |              |            |          |                                     |                                 |                   |
| 1.5 dCi                       | K9K          | SOHC 8v    | 1461 cc  | 64 PS (47 kW; 63 hp) @ 3,750 rpm    | 160 N⋅m (120 lb⋅ft) @ 1,900 rpm | 2009–2012         |
| 1.5 dCi                       | K9K          | SOHC 8v    | 1461 cc  | 65 PS (48 kW; 64 hp) @ 4,000 rpm    | 160 N⋅m (120 lb⋅ft) @ 2,000 rpm | 2001–2005         |
| 1.5 dCi                       | K9K          | SOHC 8v    | 1461 cc  | 68 PS (50 kW; 67 hp) @ 4,000 rpm    | 160 N⋅m (120 lb⋅ft) @ 1,500 rpm | 2006–2007         |
| 1.5 dCi                       | K9K          | SOHC 8v    | 1461 cc  | 82 PS (60 kW; 81 hp) @ 4,000 rpm    | 185 N⋅m (136 lb⋅ft) @ 2,000 rpm | 2002–2005         |
| 1.5 dCi                       | K9K          | SOHC 8v    | 1461 cc  | 100 PS (74 kW; 99 hp) @ 4,000 rpm   | 200 N⋅m (150 lb⋅ft) @ 1,900 rpm | 2004–2005         |
| 1.9 dTi                       | F9Q          | SOHC 8v    | 1870 cc  | 80 PS (59 kW; 79 hp) @ 4,000 rpm    | 160 N⋅m (120 lb⋅ft) @ 2,900 rpm | 2000–2001         |

## 3代目（2005年 - 2014年）
2005年9月にヨーロッパで発売が開始された。傘下に収めている日産自動車のコンパクトカーのマーチやノートとプラットフォームを共用する。3代目から車名の文字体が小文字の「Clio」から大文字の「CLIO」に変更された。ボディサイズは多少大型化によりユーロNCAPの5つ星を獲得するなど安全性が飛躍的に向上している。安全性とパッケージングが評価を受け、発売直後の2005年11月に、2006年度のヨーロッパ・カー・オブ・ザ・イヤーを受賞した。なお、2004年に一足先にデビューしたルノー・モデュスは、このクリオIIIがベースである。なお、新型であるクリオIIIが導入された後も、一部の国ではクリオIIが、「クリオ・キャンパス」の名前で並行販売されている。
ボディタイプは従来通りの3ドアと5ドアハッチバックに加え、5ドアステーション・ワゴンが新たに加えられて計3種類展開となった。エンジンは、1.2L、1.4L、1.6Lガソリンエンジンの他にオプションでLPガス・ガソリン切り替え式バイフューエル車、1.5Lディーゼルエンジンが用意される。また、本革シートや木目パネルを奢った往年の高級仕様「バカラ」を継承した「イニシアル（INITIALE）」仕様も用意されている。
カルロス・ゴーン会長が本国発売後半年以内に日本市場導入をする方針を明らかにしていたことに合わせ、2006年1月24日に日本でも「ルーテシア」の車名で発表され、3月20日から発売された。
日本に導入されたのは3ドアと5ドアのハッチバックのみで、ステーションワゴンは見送られた。当初導入されたエンジンは1.6Lガソリンの1種類のみで、これに5速マニュアル変速機および学習機能付きの電子制御"プロアクティブ" 4速オートマチック変速機の組み合わせが用意される。また、2007年12月10日には最上位グレードとなる「イニシアル・パリ」も追加された。
なお、価格は205万8千円から285万円（ユーロ高の影響により2008年4月1日に価格改訂）と、ボディサイズとエンジンが大きくなったことや、各種装備が充実されたことに伴い2代目より多少上がっている。
2010年3月からはマイナーチェンジされたモデルが販売を開始。エクステリアを一新し、それまで4m以内だった全長は4mを越えた。従来「イニシアル・パリ」のみに設定されていた横滑り防止機構を全車に設定。3ドアはルノー・スポールを除いて廃止、全車5ドアとなる。また、上級グレードの「イニシアル・パリ」と「éLe」を廃止し、モノ（単一）グレードとなった。なお、5速MTと4速ATは引き続き設定される。
2012年2月23日　内外装の質感をアップさせた「NIGHT&DAY（ナイト・アンド・デイ）」を発表。このモデルは特別仕様ではなく、従来のグレードと入れ替わる形で販売される。尚、この改良を機に5速MTは廃止され、4速ATのみとなった。
2012年9月20日 特別限定車として「イニシアル・パリ（限定30台）」「エクスプレッションMT（限定40台）」を発売。このうちの「エクスプレッションMT」には2月のMT車販売終了以来となる5速MTを採用している。

### バリエーション
- クリオ・ルノー・スポール

2006年春よりヨーロッパで発売された3代目クリオ・ルノー・スポールは、197馬力の高性能エンジンの搭載にあわせ、トレッドを50 mmも拡幅し、ロードホールディングを向上、さらにブレンボ製ブレーキや18インチホイールを搭載する。
2005年10月から開催されていた東京モーターショーにコンセプトバージョンが展示されていた。
2009年10月からの日本市場にも導入されたが、新しく施行される法規に対応できなくなったことから2010年8月をもって販売終了。

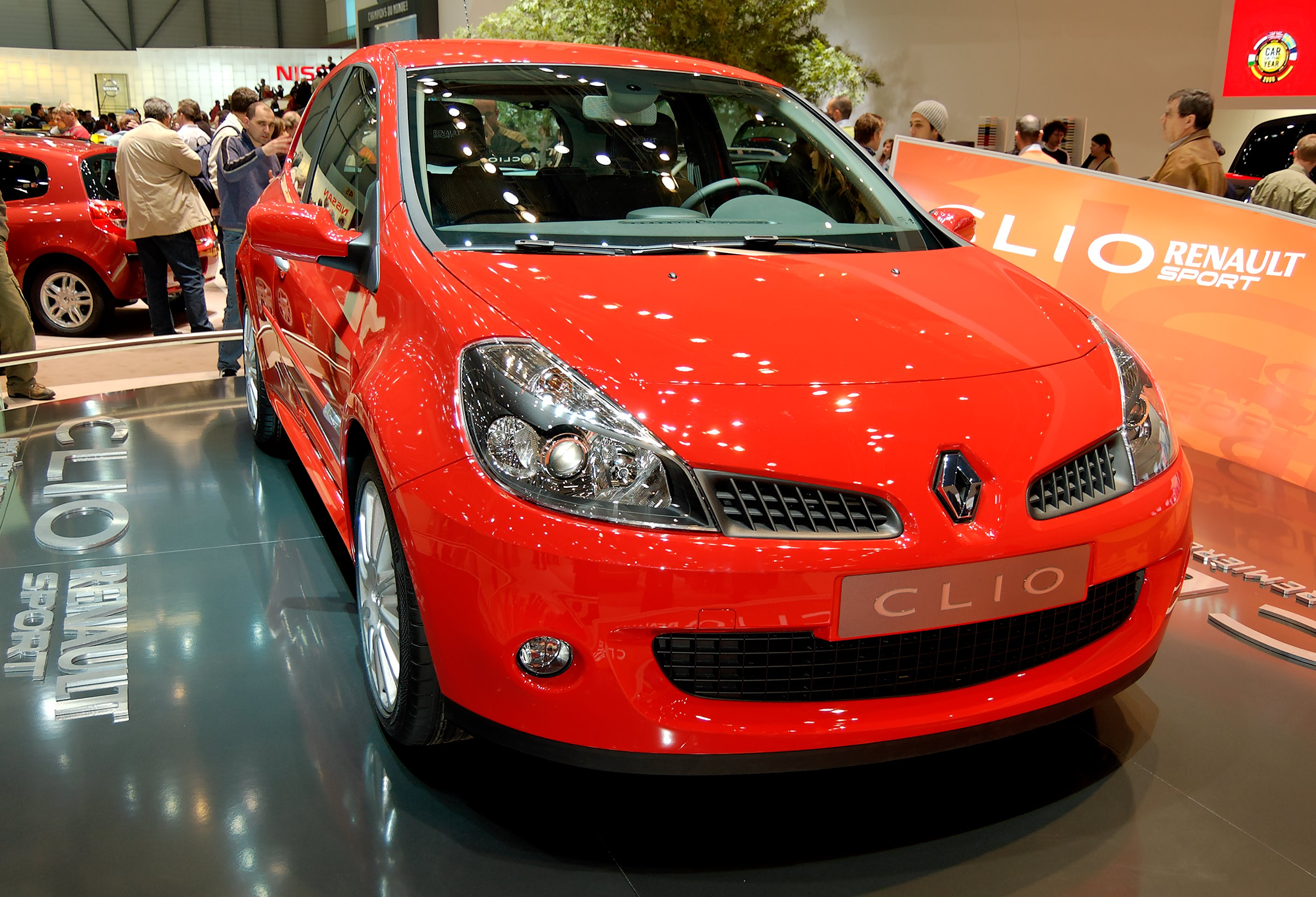
ルノー・クリオ・ルノースポール
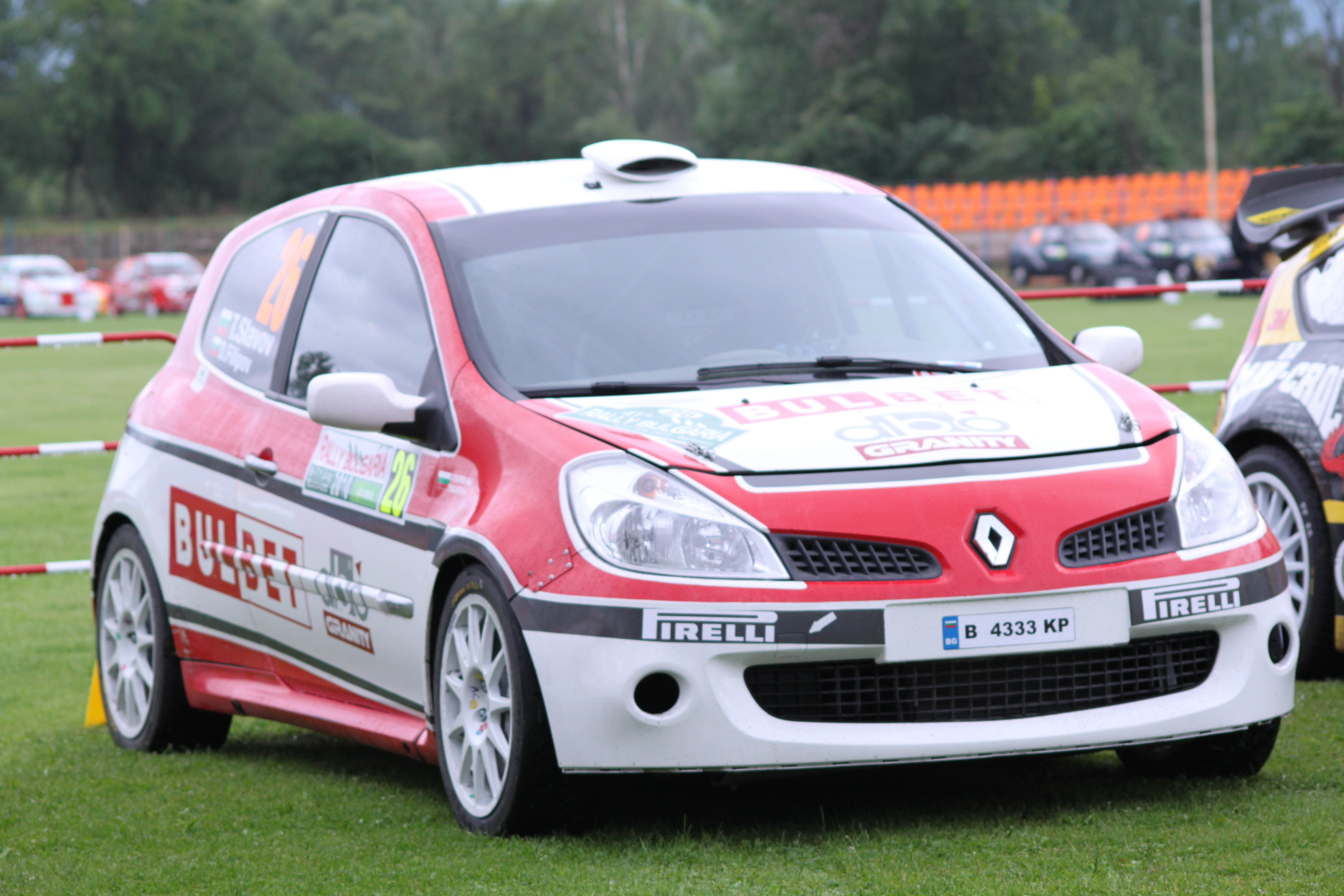
R3

### エンジン・バリエーション
| モデル        | エンジン型式 | バルブ配置 | 総排気量 | 最大出力                | 最大トルク | 適用(年)    |
| ------------- | ------------ | ---------- | -------- | ----------------------- | ---------- | ----------- |
| ガソリン      |              |            |          |                         |            |             |
| 1.2 L         | D4F          | SOHC 16v   | 1149 cc  | 76 PS (56 kW; 75 hp)    | ?          | KR0x        |
| 1.2 L TCe 100 | D4FT         | SOHC 16v   | 1149 cc  | 101 PS (74 kW; 100 hp)  | ?          | 2007–       |
| 1.4 L         | K4J          | DOHC 16v   | 1390 cc  | 98 PS (72 kW; 97 hp)    | ?          | BR0x        |
| 1.6 L         | K4M          | DOHC 16v   | 1598 cc  | 110 PS (81 kW; 110 hp)  | ?          |             |
| 1.6 L         | K4M          | DOHC 16v   | 1598 cc  | 112 PS (82 kW; 110 hp)  | ?          | 2005–       |
| 1.6 L         | K4M          | DOHC 16v   | 1598 cc  | 130 PS (96 kW; 130 hp)  | ?          | 2009-2012   |
| 2.0 L         | M4R          | DOHC 16v   | 1997 cc  | 138 PS (101 kW; 136 hp) | ?          | C/BR0x      |
| 2.0 L         | F4R 830      | DOHC 16v   | 1997 cc  | 197 PS (145 kW; 194 hp) | ?          | RS, 2006–09 |
| 2.0 L         | F4R 832      | DOHC 16v   | 1997 cc  | 200 PS (150 kW; 200 hp) | ?          | RS, 2010-   |
| ディーゼル    |              |            |          |                         |            |             |
| 1.5 L dCi     | K9K          | SOHC 8v    | 1461 cc  | 68 PS (50 kW; 67 hp)    | ?          | 2005–       |
| 1.5 L dCi     | K9K          | SOHC 8v    | 1461 cc  | 86 PS (63 kW; 85 hp)    | ?          | 2005–       |
| 1.5 L dCi     | K9K          | SOHC 8v    | 1461 cc  | 90 PS (66 kW; 89 hp)    | ?          | 2011–       |
| 1.5 L dCi     | K9K          | SOHC 8v    | 1461 cc  | 106 PS (78 kW; 105 hp)  | ?          | 2005–       |

## 4代目（2012年 - 2019年）
2012年7月3日に発表。マツダから転籍したローレンス・ヴァン・デン・アッカーがデザインを担当。2010年に発表されたコンセプトカー「デジール」のエッセンスを受け継いだ大型のCIマークやLED式のDRLを備えるなど、従来型と比べて大胆なエクステリアデザインとなり、先代にあたるルノー・5時代から続いていた3ドアが廃止され、5ドアのみとなったが、リアドアのハンドルはCピラーに同化するようなデザインとされ、一見3ドアにも見えるようになっている。
エンジンはガソリンとディーゼル（dCi）が設定され、ガソリンは直列3気筒0.9Lポート噴射ターボ、直列4気筒1.2L 16V、直列4気筒1.2L直噴ターボ、そしてルノースポール用として200PS（トロフィーは220PS）を誇る1.6L直列4気筒直噴ターボエンジン（M5M）も設定（1.2Lターボと1.6Lターボは各国仕様共通で6速EDCのみの設定である）。ディーゼルは出力特性の違いにより75PSと90PSの2種の1.5Lエンジンが用意される。
2012年10月のパリ・モーターショー(モンディアル・ド・ロトモビル)ではルノー・スポールの手がけるスポーティバージョン「クリオR.S. 200 EDC」と、ワゴン版「クリオ エステート」が発表された。

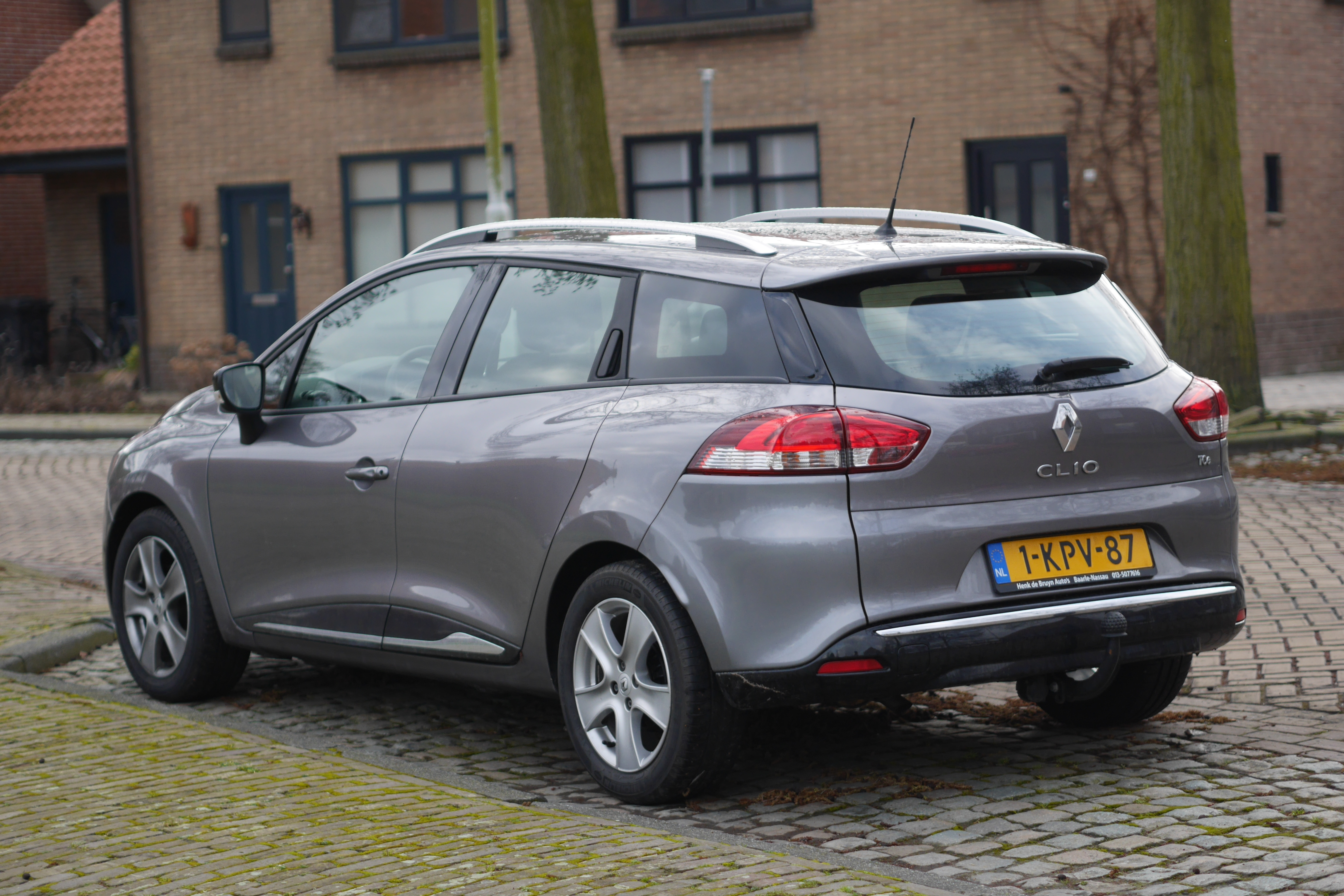
クリオ エステート

### 日本における販売
2013年6月25日、ルノージャポンにより7月下旬に日本仕様を正式発表することをアナウンス。車名は先代までの「ルーテシア」を踏襲する。同時に、ルノージャポンHP内にも専用特設ページを設けた。
2013年7月25日、日本仕様を発表。9月24日より発売を開始する。装備内容の違いにより「ACTIF（アクティフ、注文生産）」「ZEN（ゼン、日本語の禅に由来）」「INTENS（インテンス）」の3グレードを用意するが、全車1.2L直噴ターボ+EDC+右ハンドルの組み合わせのみとなり、欧州仕様に装備されるLED式のDRLは未装着となる。外装色は基本的に全7色が設定されるが、アクティフのみ3色となる。最上級のインテンスは全車標準設定内装色（パッククルール）「ノワール（黒）」のほか、オプションでボディカラーとの組み合わせにより「ルージュ（赤）」「ブルー」「マロン」も選べるようになっていて、同時に、アルミホイールの一部も各色でコーディネイトされる。また同日、日本デビュー記念として内外装にブルーのアクセントを加えた「フレンチクールリミテッド」を限定30台で販売することも発表された。
2013年10月14日、モータースポーツジャパン2013の会場で「ルノースポール（R.S.）」を発表（11月14日発売）。先代の2.0Lから1.6L直噴ターボのM5Mに置換され、6速EDCと組み合わせている、全車に走行モードを切り替えられる「R.S.ドライブ」と「ローンチコントロール」と呼ばれるパドルシフト、「R.S.デフ」が備わる。グレードはベースの「シャシースポール」と強化サス＆ローダウン、18インチタイヤ＆ホイール等が備わる「シャシーカップ」の2種を用意する。後者には通常色4色に加え、台数限定で「ジョン　シリウスM」を用意。
2014年12月25日、本国において人気が高い直列3気筒0.9Lターボエンジン+5MTを搭載した「ZEN 0.9L」を追加。ベースとなった「ZEN」と基本的な装備はほぼ同じだが、めっきパーツ等の加飾を増やし、ホイールも同形状ながら表面の一部をブラックアウトするなど、一部、「INTENS」の要素も取り込んでいる。また、気筒数が減ることで不利となる静粛性をカバーするために、新たにボンネット内に遮音材を装着している。なお「ZEN 0.9L」の登場と同時に、従来の「ZEN」は「ZEN 1.2L」に改称された。
2015年6月11日、「ZEN 1.2L」を一部改良。外装を「ZEN 0.9L」と同仕様とした。同時に、「ZEN 0.9L」登場時に廃止されていたのちも若干の在庫を擁していたため公式サイト上に残っていた「ACTIF」の掲載を終了した。
2015年9月22日、「R.S.」に更なる高性能モデル「トロフィー」を設定（11月12日発売）。入れ替わりとして終売する「シャシーカップ」比でフロント20mm／リア10mmローダウンした強化サスを採用し、エンジン出力を高めた。
2016年2月25日、「INTENS」「ZEN」を一部改良。変更点は最高出力、最大トルク、6速ATの変速比のほか、アイドリングストップ機構の採用など。
2017年2月1日、基準車をマイナーチェンジ。フロントデザインを改良し、「ACTIF」を除く全車に新たにフルLEDヘッドランプを採用。全車1.2Lターボ搭載で、グレードは「GT」がカタログ落ちし、「INTENS」「ZEN」「ACTIF」の3種となる（「ACTIF」は受注生産）。同時に、0.9Lターボの「ZEN 0.9L」はレギュラーグレードから外れ、「S MT」として限定100台のみが販売される。
2017年7月6日、「R.S.」をマイナーチェンジ。フルLEDヘッドランプに加え、ポジションランプ／フォグランプ／ハイビーム／コーナリングランプとして機能する「R.S.ビジョン」を採用。グレードは「シャシーカップ」が復活し、「トロフィー」「シャシースポール」との3種となる。「シャシースポール」は装備レベルを見直して価格を引き下げた。
2017年10月12日、「ZEN MT」を追加。「ZEN」の基本装備はそのままに、0.9L直噴ターボ+5MTに換装。尚、「ZEN MT」の追加に伴い、「ZEN」は「ZEN EDC」に変更された。
2018年5月17日、限定50台で、F1マシン「R.S.18」からインスピレーションを受けた特別仕様車「R.S.18」を発売。なお、同時期に「R.S.シャシースポール」が廃止されている。

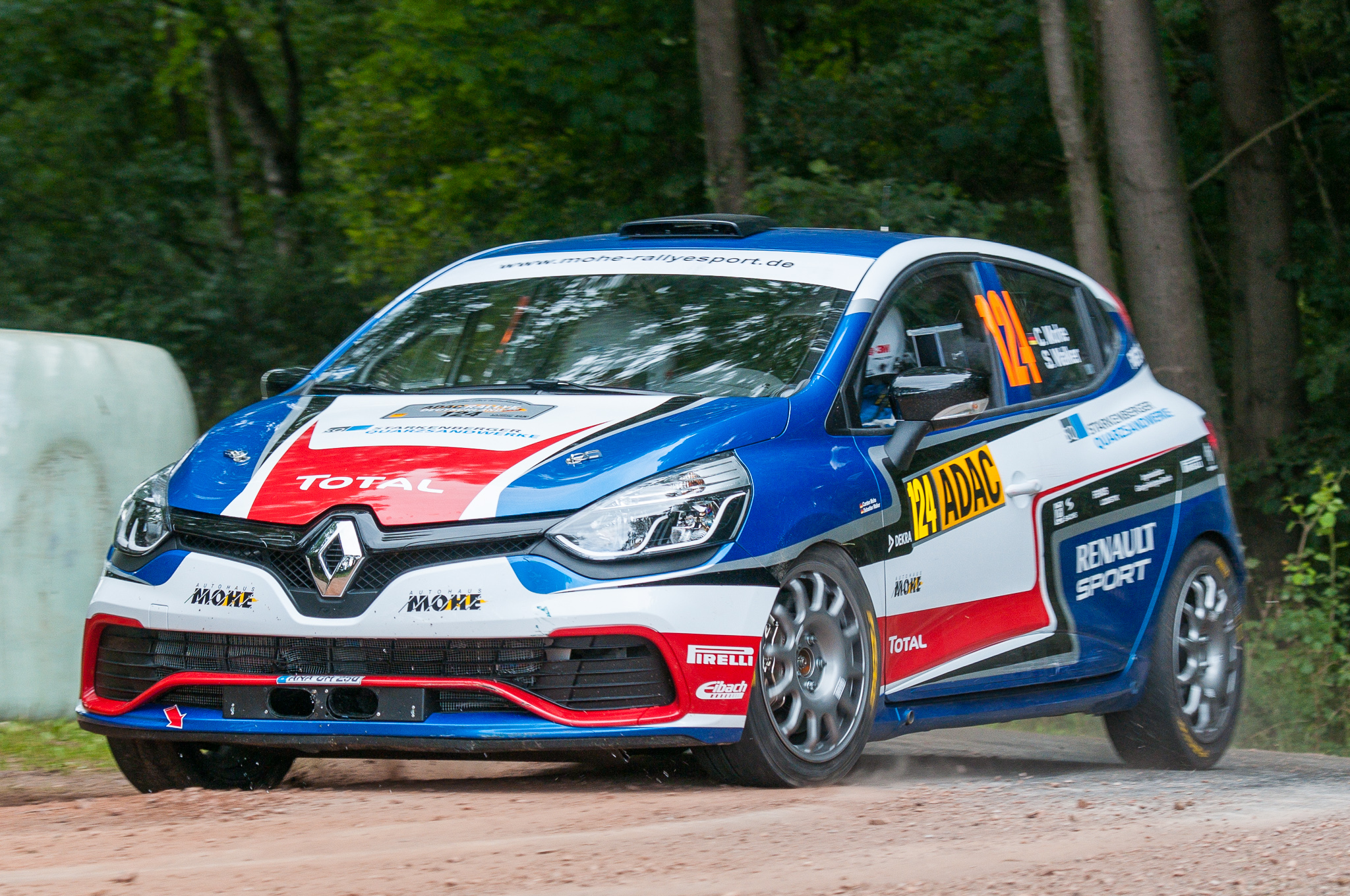
R3T

2018年5月現在、欧州各国ならびに日本で用意されているグレード(装備レベル)一覧。韓国市場はルノーサムスンディーラー網で販売される。
| モデル コード | フランス | イタリア     | イギリス             | ドイツ             | スペイン      | ギリシャ   | ルーマニア | トルコ | 韓国   | 日本                |
| ------------- | -------- | ------------ | -------------------- | ------------------ | ------------- | ---------- | ---------- | ------ | ------ | ------------------- |
|               | LIFE     | WAVE         | EXPRESSION           | EXPRESSION         | AUTENTIQUE    | AUTENTIQUE | AUTENTIQUE | Joy    | ZEN    | ACTIF               |
|               | ZEN      | LIVE         | EXPRESSION+          | ECO-DRIVE          | EXPRESSION    | EXPRESSION | EXPRESSION | Touch  | INTENS | ZEN MT              |
|               | INTENS   | ENEGRY       | DYNAMIQUE S MEDIANAV | SONDERMODELL PARIS | DYNAMIQUE     | DYNAMIQUE  | DYNAMIQUE  | Icon   |        | ZEN EDC             |
|               | GT       | ECO BUSINESS | DYNAMIQUE MEDIANAV   | DYNAMIQUE          | GT            |            | R.S.       |        |        | INTENS              |
|               | R.S.     | GT           | GT LINE              | LUXE               | RENAULT SPORT |            |            |        |        | R.S. シャシーカップ |
|               |          | R.S.         | RENAULT SPORT        | RENAULT SPORT      |               |            |            |        |        | R.S. トロフィー     |

- この他にも国によってTONIC, DYNAMIQUE PLUS, EXCEPTION, R-LINKなども存在している。

### エンジン・バリエーション
| モデル           | エンジン型式  | バルブ配置 | 総排気量     | 最大出力                | 最大トルク | 適用(年)         |
| ---------------- | ------------- | ---------- | ------------ | ----------------------- | ---------- | ---------------- |
| ガソリン         |               |            |              |                         |            |                  |
| 0.9 L TCe        | H4Bt 400      | DOHC       | 898 cc       | 90 PS (66 kW; 89 hp)    |            | 2012–            |
| 1.2 L 16V        | D4F 740       | DOHC 16v   | 1149 cc      | 75 PS (55 kW; 74 hp)    |            | 2012–            |
| 1.2 L TCe 120    | H5Ft          | DOHC 16v   | 1197/1198 cc | 119 PS (88 kW; 117 hp)  |            | 2012–            |
| 1.6 L            | M5M           | DOHC 16v   | 1618 cc      | 200 PS (150 kW; 200 hp) |            | RS, 2013–        |
| 1.6 L            | M5M           | DOHC 16v   | 1618 cc      | 220 PS (160 kW; 220 hp) |            | RS Trophy, 2016- |
| ディーゼル       |               |            |              |                         |            |                  |
| 1.5 L dCi        | K9K 612       | SOHC 8v    | 1461 cc      | 75 PS (55 kW; 74 hp)    |            | 2012–            |
| 1.5 L Energy dCi | K9K 608       | SOHC 8v    | 1461 cc      | 90 PS (66 kW; 89 hp)    |            |                  |
| 1.5 L Energy dCi | K9K 608 (83g) | SOHC 8v    | 1461 cc      | 90 PS (66 kW; 89 hp)    |            |                  |

## 5代目 （2019年-）
2019年1月28日、5代目となるクリオのエクステリアを発表。2019年3月、ジュネーヴモーターショーにて実車と詳細を公開。
2019年5月30日、ヨーロッパで販売を開始した。ルノー・日産・三菱アライアンスが開発した「CMF-B」プラットフォームを最初に採用するルノー車であるとともに、ルノーグループが新開発したハイブリッド技術である「E-TECH」を搭載する最初のルノー車でもある。生産はルノー・5の時代から先代までのパリ北部のフラン工場から、ブルサ工場とスロベニア・ノヴォ・メスト工場に完全移管された。
欧州仕様のパワートレインは、最高出力65PS/75PSを発揮する1.0L3気筒自然吸気ガソリンエンジン（変速機は5速MTのみ）、100PSを発揮する1.0L3気筒ガソリンターボエンジン（5速MTとCVT）、130PSを発揮する1.3Lガソリンターボエンジン（7速DCTのみ）、85PS/115PSを発揮する1.5Lディーゼルターボエンジン（6速MTのみ）の4エンジン7種類で始まったが年々厳しくなる排ガス規制等に対応する為、1年を待たずにdCi(ディーゼルターボ)を全廃するなど変更が加えられている。
2020年1月、ベルギーにてハイブリッド車を初公開。同年6月12日にはフランスにてハイブリッド車の受注を開始。ハイブリッドシステム「E-TECH」は、1.6L直列4気筒ガソリンエンジンに2つの電気モーター、マルチモードギアボックス、蓄電容量1.2kWhの230Vリチウムイオンバッテリーを組み合わせる。その結果、燃費性能は23.2km/L（WLTP計測による複合モード）、CO2排出量は96g/kmとなる。特別装備としてリアゲートなどにE-TECHのエンブレムが配されるほか、ドライバー正面のデジタルコックピットには充電中や電気モーターの稼働中にバッテリー残量を示すことができる。
2023年6月9日、三菱自動車工業の欧州部門であるミツビシモーターズヨーロッパビーブイ（MME）が2023年3月にフェイスリフトを受けたクリオをベースとした「コルト」を発表。同年秋の販売予定とアナウンスした。ルノーから三菱へのOEM供給はエクスプレス、ASXに次いで3例目となる。

### 日本での販売
2020年7月9日、ルノー・ジャポンは5代目モデルを10月頃に日本市場に導入すると発表。車名は先代までの「ルーテシア」を踏襲する。
2020年10月15日、同年11月6日から販売開始すると発表。日本仕様は全てのグレードで、最高出力96kW(131ps)・最大トルク240N・m(24.5kgm)を発揮する1.3L（1.333L）直列4気筒直噴ターボとパドルシフト付き電子制御7速AT（7EDC）を組み合わせる。駆動方式は前輪駆動で、燃費性能は17.0km/L（WLTCモード）。導入されるのは、「ZEN（ゼン）」（受注生産）、「INTENS（インテンス）」、「INTENS Tech Pack（インテンス テックパック）」の3グレードである。
2022年6月30日、E-TECHの日本仕様を発表。グレードは「E-TECH HYBRID」と「E-TECH HYBRID Leather Pack」の2種。輸入車のコンパクトクラス唯一となるフルハイブリッドシステムを搭載し、WLTC25.2㎞/Lをマークする。ユニット自体は先立って発表されたアルカナのそれと共通である。

## クリオ・マキシ
クリオ・マキシ（Clio Maxi）はルノーがクリオ・ウィリアムズをベースとして1995年シーズン用に開発したF2ラリーカーである。
1990年代前半、世界ラリー選手権（WRC）が将来的に2リッターNA・2WDで行われることが既定路線となっていた中、1994年6月3日にスイス・ジュネーブで開催されたFIAワールドカウンシルで、1998年からF2規定でWRCを開催することを決定した。また併せて1995年からF2キットカーも参戦が可能な世界選手権が開催されることも発表された。その約3週間後の6月23日、フランス・パリでルノー・スポールは1995年のF2キットカーのレギュレーションに準拠したラリーカー、クリオ・マキシを発表した。
F2キットカー、クリオ・マキシはエンジンの燃料噴射装置とインテークマニホールドの変更により吸気効率が向上し、ボアストロークもロングストロークからスクエアに近づけられた。またエキゾーストマニホールドは鋳物製からステンレス製に変更された。エンジン出力はワークス・スペックが270馬力、カスタマー・スペックでは250馬力を発生した。
トランスミッションはシーケンシャルシフトや、セミATも開発されていたがラリー・モンテカルロでは6速MTを、ツール・ド・コルスではFFD製7速MTを使用した。
タイヤはミシュランで、ターマック用は17インチ、グラベル用は15インチが用意された。1995年はＦ2キットカーのみ650mmタイヤとカットスリックタイヤの使用が認められていたが、ミシュランがFWD用のタイヤを開発しなかったため、4WDマシンに対してのアドバンテージを生かすことは出来なかった。
車両の値段は2000万円、コンバージョンキットのみでは1300万円だった。
1990年代中期のルノー・スポールはF1で最強のエンジンコンストラクターとして活躍していた時期であり、ルノー・スポールのラリー活動は限定的なものに留まっていた。このため1995年のWRCにはモンテカルロとツール・ド・コルスの2戦に出場したのみで、同年から始まった世界2リッター選手権（W2L）にも参戦しなかった。WRCの開幕戦 モンテカルロではクリオ・マキシはまだ暫定仕様だったがジャン・ラニョッティが総合7位、第4戦 ツール・ド・コルスではフィリップ・ブガルスキーが総合9位でゴールし、いずれもW2Lクラス優勝と競争力の高さを示した。フランス・ラリー選手権にはワークスとしてフルエントリーしており、ブガルスキーが4WDターボマシンのフォード・エスコートRSコスワースを駆るパトリック・ベルナルディーニとタイトルを争いランキング2位に入り、F2クラスではドライバーズ・チャンピオンを獲得した。
1996年には新たなF2キットカー、マキシ・メガーヌがデビューしたためクリオ・マキシは１年で引退することになった。